# مديح الموت
مديح الموت (بالإنجليزية: The Hymn of Death)، مسلسل تلفزيوني كوري جنوبي 2018 مبني على أحداث حقيقية، بطولة إي جونغ سوك وشين هييسون. بُثَ على SBS من 27 نوفمبر إلى 4 ديسمبر 2018، وكان متاحًا على نتفلكس في جميع أنحاء العالم طوال شهر ديسمبر.

## أحداثَهُ
يصور المُسلسل الرومانسية المأساوية بين أول سوبرانو يون سيم ديوك والكاتب المسرحي كيم يو جين

## فريق التمثيل
- لي جونغ سوك
- شين هييسون
- بارك سيون إم
- كو بو جيول
- شين جاي ها
- هان يون سيو
- كيم وون هاي
- كيم كانغ هيون
- هوانغ يونغ هي
- أوه ايوي شيك
- جونغ مون سونغ
- تشول مين لي
- جانغ هيوك جين
- جانغ هيون-سونغ
- كيم ميونج سو
- باي هاي سون
- جانغ هيوك
- سيو دونغ وون

## روابط خارجية
مديح الموت على موقع IMDb (الإنجليزية)
- مديح الموت على موقع نتفليكس (الإنجليزية)
- مديح الموت على موقع ليتربوكسد (الإنجليزية)
- مديح الموت على موقع كينوبويسك (الروسية)
- مديح الموت على موقع قاعدة بيانات الفيلم (الإنجليزية)